# Simpsons of Piccadilly
Simpsons of Piccadilly era un grande negozio al dettaglio situato al 203-206 Piccadilly nel centro di Londra. Venne creato da Alexander Simpson e dall'architetto Joseph Emberton. Quando venne aperto, nell'aprile del 1936, era il più grande negozio di abbigliamento maschile della Gran Bretagna ed è ora un edificio classificato di grado I grazie alla sua costruzione innovativa. Il suo scopo originale era quello di ospitare l'intera gamma di abbigliamento fornita dalla società di sartoria S. Simpsons e DAKS. Successivamente venne acquistato dalla catena di librerie Waterstones e attualmente funge da negozio bandiera.

## Storia
Dopo il lancio dei pantaloni DAKS di successo nel 1934, Alexander Simpson voleva un negozio in cui proporre in vendita l'intera gamma S Simpson nel centro di Londra. Voleva una posizione vicino a Savile Row in modo che i visitatori stranieri di quella strada potessero andare a esaminare i vestiti Simpson nelle vicinanze presso la sua sartoria di prêt-à-porter di alta qualità. Nel 1935 il sito del vecchio Museo Geologico di Piccadilly doveva essere venduto con un contratto di locazione di 99 anni, e Simpson se lo aggiudicò all'asta per 11.000 sterline. Il sito aveva una facciata di 22 metri sia su Piccadilly che su Jermyn Street (ingresso posteriore) con una superficie di circa 1000 m2 e facilmente raggiungibile a piedi da Savile Row.
L'obiettivo di Simpson era quello di costruire un grande e moderno negozio di abbigliamento maschile che fungesse da fiore all'occhiello per il marchio S Simpson, con una struttura in acciaio, rivestita in pietra di Portland e da costruire all'altezza consentita, per competere con il negozio costruito dal rivale Austin Reed dieci anni prima. Simpson incaricò Joseph Emberton come architetto per questo progetto, che era noto per la sua modernità nell'architettura e per la progettazione degli interni del negozio di Austin Reed.
Gli elementi principali dell'edificio erano grandi fasce di pietra di Portland alternate a strisce di finestre che coprivano l'intera larghezza dell'edificio, una parete di vetro che si estendeva per tutta l'altezza dell'edificio, a 27,5 metri, che illuminava ogni piano open space di luce naturale (proveniente da un vano luce laterale a causa del fitto abitato), contro la quale si snodava l'enorme scala a chiocciola in travertino al centro dell'edificio, e le caratteristiche finestre concave antiriflesso lungo il livello della strada davanti e dietro, il primo esempio nel paese in quel momento. Il design era decisamente moderno rispetto al normale stile architettonico dell'epoca. Simpson voleva che gli elementi dell'edificio mostrassero visivamente la loro funzione piuttosto che essere mascherati da decorazioni non necessarie. Fu considerato innovativo nell'uso dei materiali con ampie finestre, finiture cromate e una struttura in acciaio ideata da Felix Samuely. Il London County Council chiese di rimuovere l'intelaiatura in acciaio prima di autorizzarne l'uso, ma era costata un tale prezzo che Alexander Simpson avvertì che la società non si aspettava di avere dei profitti per diversi anni a causa della sua determinazione a creare qualcosa di così elevata qualità (per la quale in seguito ottenne dei premi).
Gran parte degli allestimenti vennero progettati da László Moholy-Nagy, un direttore della scuola Bauhaus, compresa la segnaletica all'interno, le vetrine e tre velivoli da esporre al quinto piano all'apertura del negozio solo per attirare clienti curiosi, i titoli dei giornali e aumentare il numero di persone (l'intelaiatura della porta dovette essere rimossa per consentire agli aerei di entrare nell'edificio e si sospettava che fossero stati trasportati con un argano al centro della scala). Ashley Havinden, influenzato dal cubismo, dal futurismo e dalla tipografia Bauhaus, progettò i loghi del negozio, la pubblicità e alcuni tappeti e moquette. Il negozio ospitava molti altri servizi come un negozio di articoli da regalo, un negozio per cani, un barbiere e un ristorante (la cantina si trova ancora nel seminterrato), insieme ai reparti per l'abbigliamento Simpson con sartoria su misura (Simpson voleva che i clienti potessero vedere i sarti in azione), abiti DAKS prêt-à-porter e un negozio di articoli sportivi. Gli arredi e l'illuminazione de negozio vennero progettati da Emberton e sono ancora presenti, come il lampadario cromato di 27 metri della tromba delle scale sospeso al soffitto e i corrimano in acciaio e vetro. Al quinto piano c'era un balcone che permetteva di vedere tutta Londra tra l'Abbazia di Westminster e la Cattedrale di San Paolo.

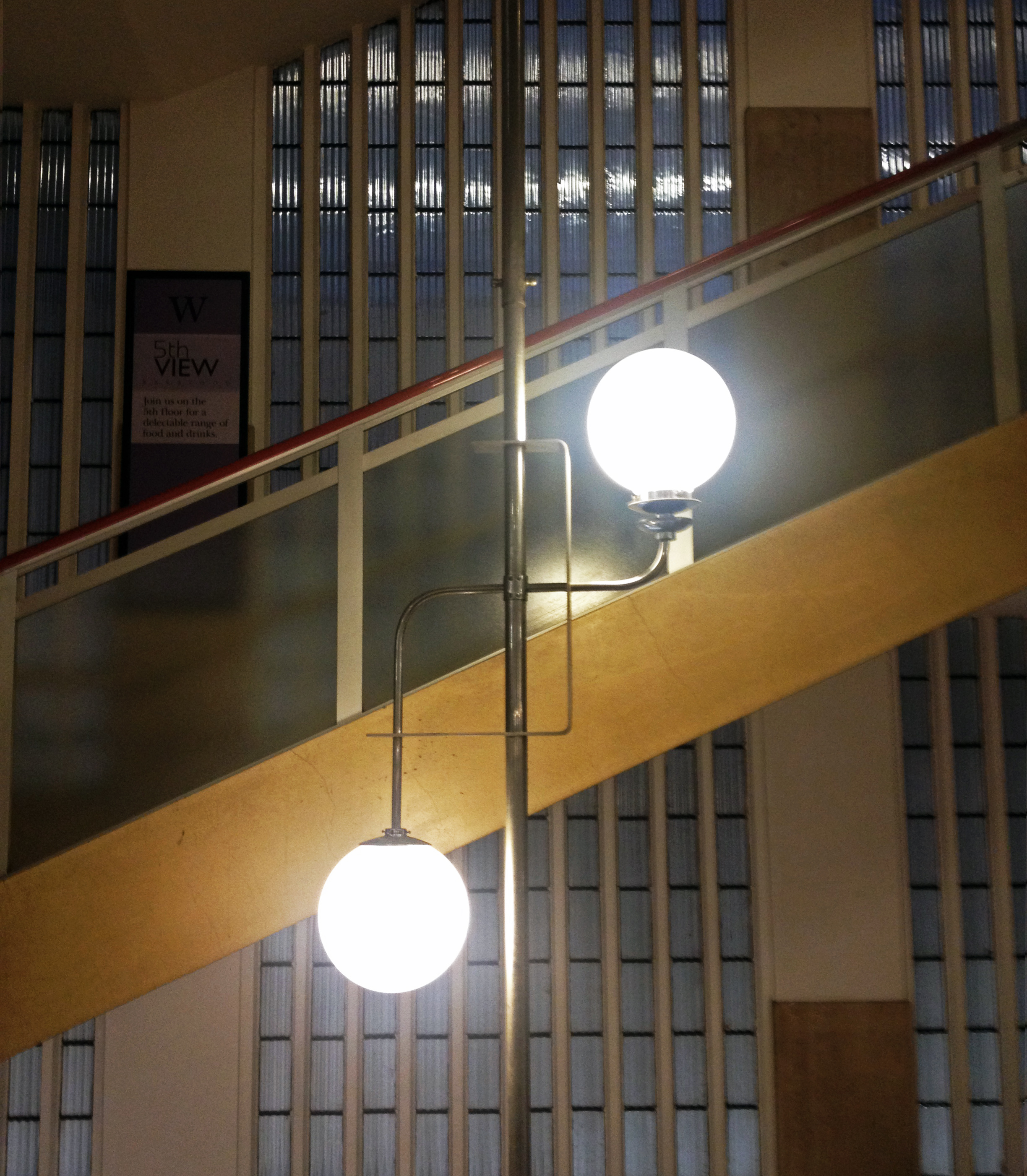
Simpson di Piccadilly, il lampadario di 27 metri al centro della scala a chiocciola

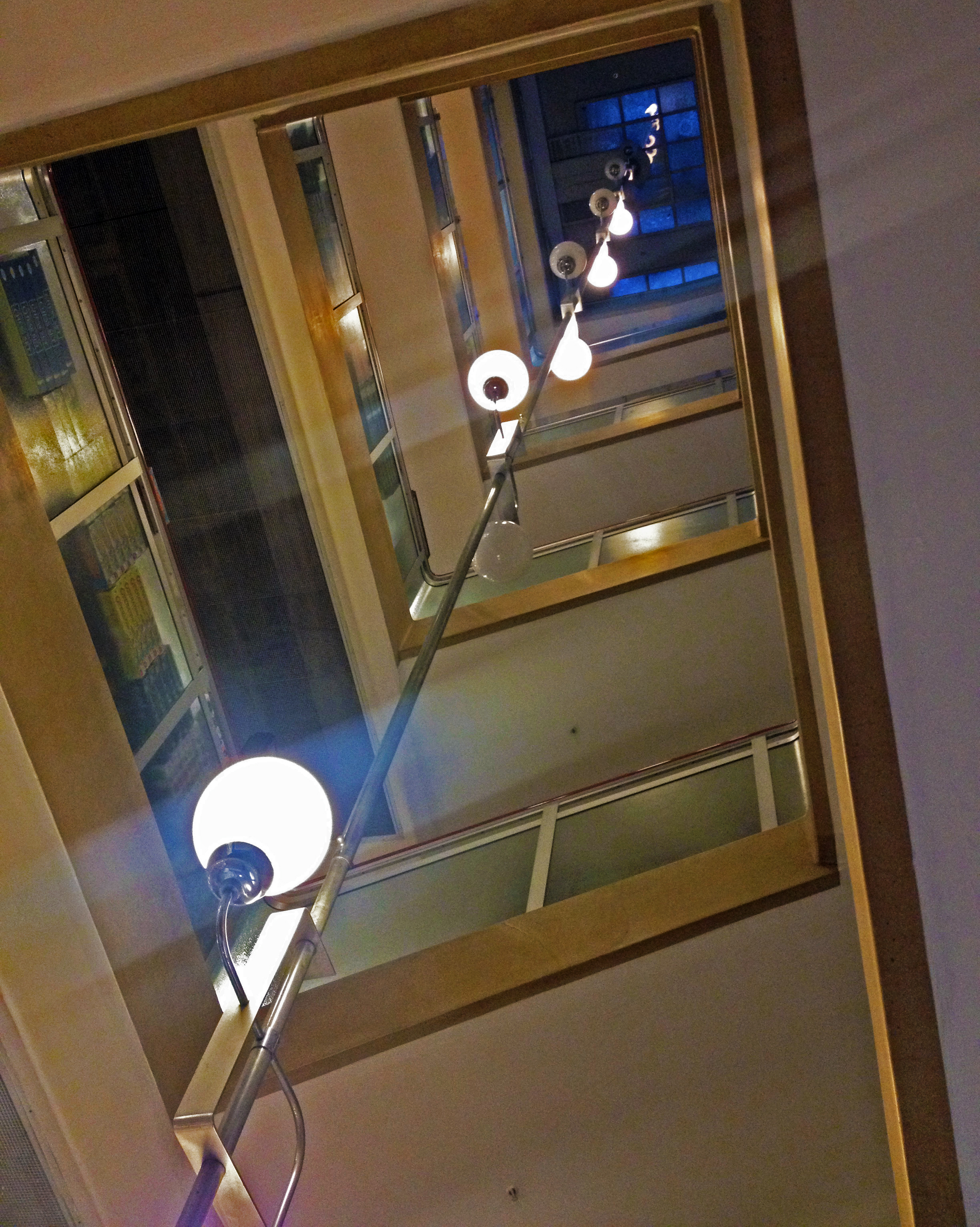
Simpson di Piccadilly, il lampadario di 27 metri al centro della scala a chiocciola

L'edificio è riconosciuto come il capolavoro di Joseph Emberton: le strisce frontali in vetro e pietra non sono del tutto orizzontali come percepite a prima vista, ma leggermente inclinate per mantenersi pulite più a lungo e riflettere l'illuminazione al neon colorata che era presente all'inaugurazione. I condotti erano nascosti intorno alle pareti in modo che le luci presenti si riflettesseroo meglio sul soffitto e la fornitura di acqua era da un pozzo artesiano presente in cantina. I vasti piani aperti, non comuni all'epoca, erano dotati di porte tagliafuoco scorrevoli a scomparsa. C'era un sistema di aspirazione con tubi verticali installati attraverso l'edificio e nei condotti del soffitto e l'uso di nuove luci al neon colorate per la facciata del negozio usate prima a Blackpool Pleasure Beach. L'edificio aveva le prime finestre di vetro curvo in Gran Bretagna.
Un anno dopo l'apertura del negozio, nel 1936, Alexander Simpson morì di leucemia, all'età di 34 anni, nel maggio 1937.
Il negozio ebbe successo, rinomato per le vetrine e considerato uno spettacolo per Londra, e come pianificato da Simpson, il quarto piano venne destinato all'abbigliamento femminile un anno dopo l'apertura.
Durante la seconda guerra mondiale Simpson Piccadilly era uno dei più grandi negozi per la fornitura di uniformi da guerra per i soldati, fornendo sia uomini che donne, ufficiali e civili. Simpson venne incaricato dal governo di fare un'ampia selezione di abbigliamento e in totale fu calcolato che vennero prodotti sette milioni di capi di abbigliamento. Il dottor Simpson (il successore dell'azienda e fratello maggiore di Alexander Simpson) aprì il club dei membri all'ultimo piano, ai soldati che erano in grado di trovare un posto dove dormire, fare il bagno e telefonare ai propri cari. Dopo la guerra, quando fu annunciata la ripresa della vendita dei vestiti DAKS, file di persone si misero in fila lungo Piccadilly. I sarti avrebbero preso loro le misure e poi nel negozio avrebbero trovato paia di pantaloni adatti.
All'inizio degli anni 1950, lo sceneggiatore Jeremy Lloyd era impiegato come assistente junior da Simpson e attinse dalle sue esperienze per elaborare l'idea della famosissima sitcom televisiva degli anni '70/'80 Are You Being Served?
Durante gli ultimi decenni del XX secolo, il negozio si ramificò sulla varietà dei capi e vendeva altri marchi come Armani, Mary Quant e Christian Dior.

## Oggi
Simpson ha continuato la vendita nel negozio di Piccadilly fino agli anni 1990 dopo che la DAKS Simpson Group plc è stata acquisita dal gruppo giapponese Sankyo Seiko Co. Limited nel 1991, e l'edificio è stato venduto alla catena di librerie Waterstones. Ora funge da negozio di bandiera. All'ultimo piano c'è un bar, 5th View Bar & Food, con una vista a sud sui tetti verso il Palazzo di Westminster.
Sebbene Simpson non sia più presente come negozio, il marchio DAKS Simpson di abbigliamento maschile e femminile continua a essere rinominato con il nome DAKS e venduto nei negozi omonimi. Tra gli altri punti vendita nel negozio di bandiera di Old Bond Street. DAKS detiene i mandati reali concessi da tre membri della famiglia reale. Il mandato reale della Regina Elisabetta II del 1962, quello del Duca di Edimburgo del 1956 e quello del Principe di Galles del 1982.